# Sheng Siong

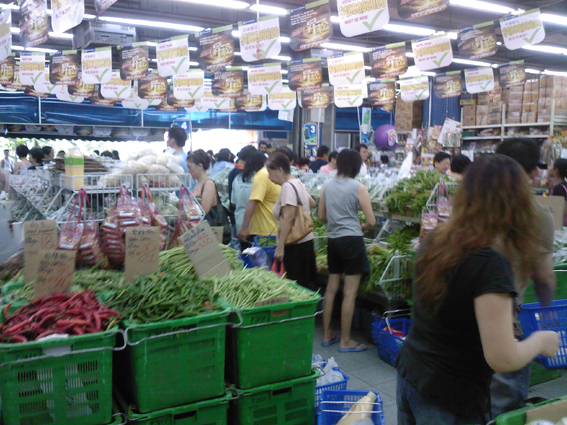
À l'intérieur du magasin de Bedok Central (2008)

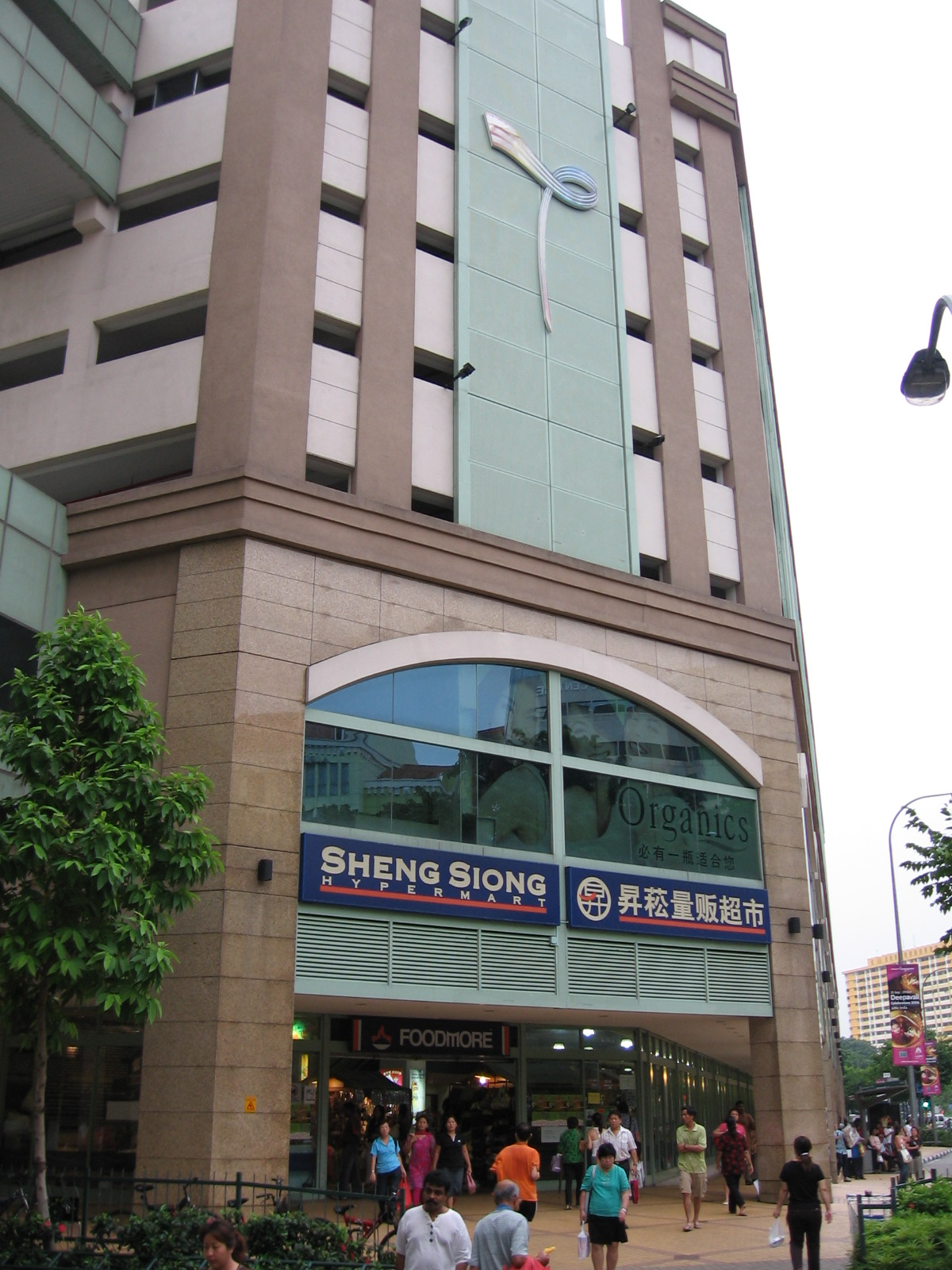
L'ancienne enseigne des magasins Sheng Siong sur le centre commercial Tekka Mall (2006)

Sheng Siong Group Ltd. (chinois : 昇菘集团 ; pinyin : Shēng Sōng Jítuán), est la société mère de Sheng Siong Supermarket Pte Ltd., communément appelée Sheng Siong, la troisième plus grande chaîne de supermarchés et hypermarchés à Singapour.

## Histoire
Sheng Siong fut créé par Lim Hock Chee, son directeur général actuel. Après avoir fermé son échoppe de produits porcins en 1985, M. Lim ouvrit le premier supermarché à Ang Mo Kio (en).
Le 17 août 2011, le groupe Sheng Siong est introduit à la bourse de Singapour.
En décembre 2014, Sheng Siong signe un accord de coentreprise avec le groupe LuChen pour opérer des supermarchés à Kunming en Chine.
La chaîne de supermarchés compte 48 magasins sur Singapour en mai 2018.
Le groupe diffuse par ailleurs un programme de variété télévisé hebdomadaire sur la chaîne Channel 8 depuis avril 2007.

## Concurrents
- Groupe Dairy Farm
  -  Cold Storage
  -  Giant
- NTUC FairPrice
- Prime Supermarket